# Aleksander Lednicki

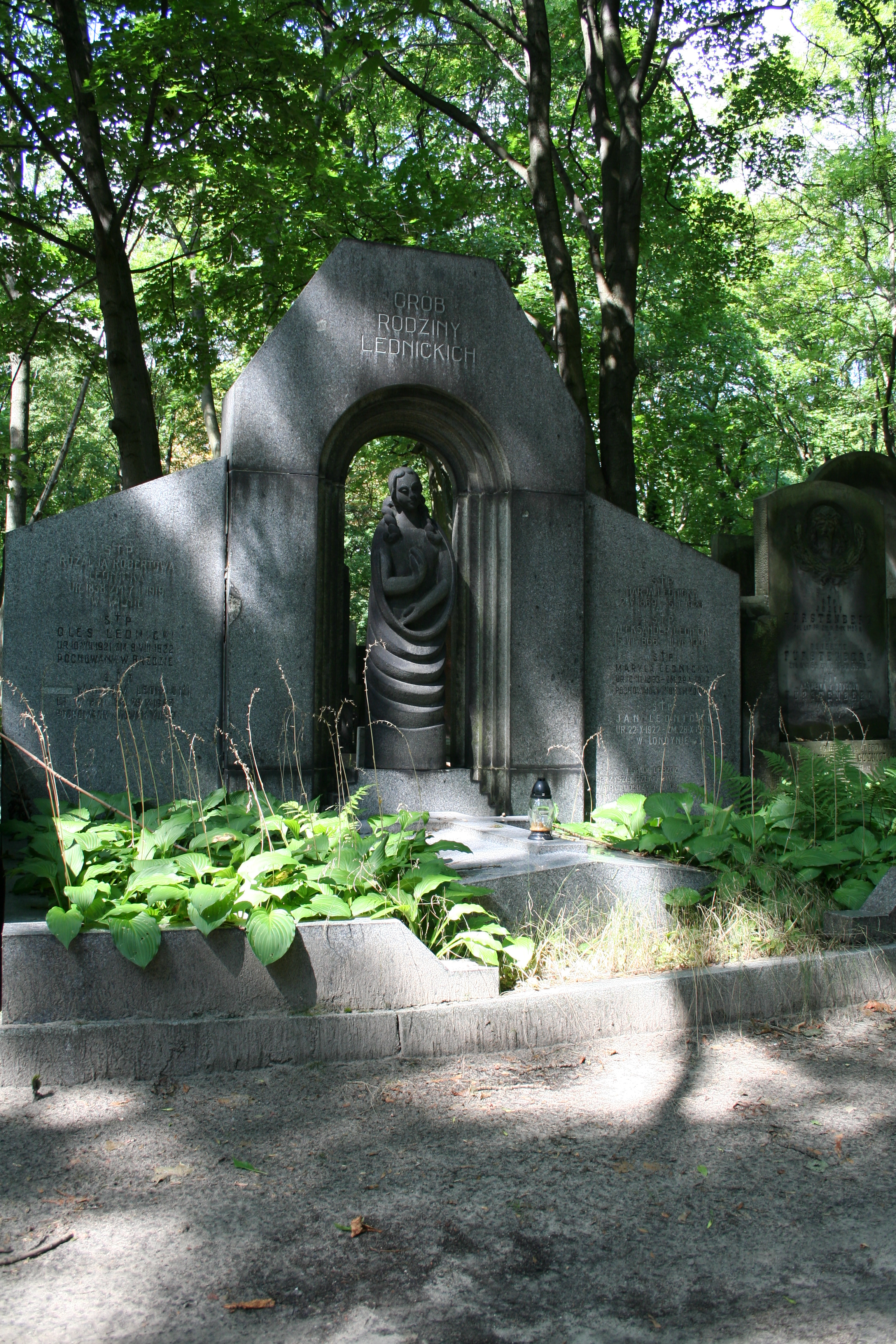
Grób Aleksandra Lednickiego na warszawskim cmentarzu Powązkowskim

Aleksander Lednicki (ur. 2 lipca?/14 lipca 1866 w majątku rodzinnym k. Mińska, zm. 11 sierpnia 1934 w Warszawie) – polski działacz społeczny i polityczny, adwokat i filantrop, wolnomularz, polityk Imperium Rosyjskiego, przywódca moskiewskiej Polonii. Członek Komitetu Centralnego partii kadetów, Prezes Związku Gmin Wiejskich Rzeczypospolitej Polskiej w 1930 roku

## Życiorys
Urodzony w polskiej ziemiańskiej rodzinie Roberta Lednickiego. W latach 1878–1888 uczęszczał do rosyjskiego gimnazjum w Mińsku, w którym kilkakrotnie był karany za posługiwanie się językiem polskim.
Od 1885 w Moskwie rozpoczął studia prawnicze na miejscowym uniwersytecie. Tam zaangażował się w działalność polskich nieformalnych organizacji studenckich. Stopniowo wchodził coraz bardziej w życie społeczno-polityczne polskiej społeczności w Moskwie, a następnie rosyjskie życie polityczne. Poznał wielu znanych rosyjskich intelektualistów i polityków. W 1887 wydalony z Moskwy za udział w demonstracji, w wyniku której uniwersytet został zamknięty na cały semestr. Ukończył studia na uniwersytecie w Jarosławiu. W 1889 wrócił do Moskwy i ożenił się z Marią Odlanicką-Poczobutt Kriwonosow. W 1890 został sekretarzem powstałego wówczas Katolickiego Stowarzyszenia Pomocy Wzajemnej w Moskwie, zaś w 1896 został wybrany jego prezesem. Od 1891 był także członkiem Macierzy Szkolnej dla Księstwa Cieszyńskiego. Angażował się w życie społeczno-polityczne, a jego dom w Moskwie stał się centrum polskiego życia kulturalnego. W latach 1903–1917 był członkiem Rady Adwokackiej w Moskwie. Jak twierdził Bernard Bromage, Aleksander Lednicki przez kilka dni ukrywał w swoim domu Feliksa Dzierżyńskiego po jego pierwszej ucieczce z Syberii we wrześniu 1899. Jak uważa syn Lednickiego Wacław, ojciec nigdy nie wspominał o tym fakcie i mógł nie znać tożsamości uciekiniera z zesłania, którego jak wielu innych potrzebujących pomocy rodaków, zaopatrzył w pieniądze i żywność.
W 1904 współzałożyciel Stronnictwa Postępowo-Demokratycznego. W październiku 1905 Lednicki brał udział w powstawaniu Partii Konstytucyjno-Demokratycznej (Kadetów). W 1906 zasiadł w pierwszej Dumie z ramienia Partii Kadetów jako poseł ziemi mińskiej. Wypowiadał się tam w obronie wszystkich mniejszości narodowych Rosji, ale krytykowany był przez Narodowych Demokratów za brak lojalności wobec sprawy polskiej. W Dumie utworzył Grupę Parlamentarną Terytoriów Zachodnich, która jednoczyć miała nie-rosyjskich posłów z Kresów oraz Związek Autonomistów i Federalistów, będący frakcją działającą na rzecz równouprawnienia obywateli Rosji niezależnie od ich narodowości. Po rozwiązaniu Dumy 10 lipca 1906 został sygnatariuszem tzw. „Manifestu Wyborskiego” wzywającego do biernego oporu wobec władz, w tym unikania płacenia podatków i służby wojskowej. Za jego podpisanie został skazany na 3 miesiące więzienia oraz pozbawienie biernego prawa wyborczego. Karę odbył w więzieniu na Tagance w Moskwie. Był członkiem Zarządu utworzonego w 1906 roku w Królestwie Kongresowym Towarzystwa Kultury Polskiej.
Moskiewski dom Aleksandra i Marii Lednickich był na początku XX wieku wielkim polskim salonem politycznym. Wcześniej, pod koniec XIX wieku Aleksander kupił majątek i dwór w Katyniu, gdzie rodzina spędzała letnie miesiące. Jesienią 1911 roku (...) [jego syn] Wacław weźmie udział w rodzinnym polowaniu, które odbyło się w katyńskim majątku - dokładnie tam, gdzie dziś jest cmentarz wojenny.
W czasie I wojny światowej zaangażował się w organizację akcji ratunkowej Polaków na Wschodzie, stając na czele Polskiego Komitetu Pomocy Ofiarom Wojny. Był członkiem zawiązanego w 1916 roku w Petersburgu Koła Przyjaciół Niepodległości Polski. Był członkiem Centralnego Komitetu Obywatelskiego Królestwa Polskiego w Rosji w 1915 roku. W 1916 roku był członkiem Polskiego Towarzystwa Pomocy Ofiarom Wojny. Po rewolucji lutowej 1917 i obaleniu caratu stanął na czele Komisji Likwidacyjnej do spraw Królestwa Polskiego, reprezentującej interesy polskie przy Rządzie Tymczasowym Rosji, wobec uznania niepodległości Polski przez Piotrogrodzką Radę Delegatów Robotniczych i Żołnierskich i Rząd Tymczasowy. Jako przewodniczący Komisji posiadał uprawnienia ministra Rządu Tymczasowego. Dzięki niemu wielu Polaków mogło uzyskać dokumenty konieczne do opuszczenia ogarniętej rewolucją Rosji (m.in. Janusz Radziwiłł z rodziną). W 1917 roku był członkiem Polskiego Komitetu Demokratycznego w Piotrogrodzie i Polskiego Klubu Demokratycznego w Moskwie. Lednicki odmówił uznania Komitetu Narodowego Polskiego w Paryżu pod przewodnictwem Romana Dmowskiego. W proteście członkowie Narodowej Demokracji opuścili kierowaną przez Lednickiego Komisję Likwidacyjną. Lednicki był przeciwnikiem tworzenia w Rosji armii polskiej, która miałaby walczyć z Niemcami, za co był szczególnie silnie krytykowany. Jego stanowisko było zgodne z polityką Rządu Tymczasowego bojącego się powstawania na terenie Rosji armii narodowych, a sprzeczne z oczekiwaniami Ententy, gdzie Lednicki nie znalazł w związku z tym, w przeciwieństwie do Dmowskiego, uznania.
Po zniesieniu Komisji po przewrocie bolszewickim przez władze RFSRR w początkach 1918, działał następnie do listopada 1918 jako przedstawiciel Rady Regencyjnej w Moskwie (nieoficjalnie przy rządzie sowieckim).  Misja prowadziła repatriację uchodźców polskich z Rosji Sowieckiej, opiekę humanitarną nad uchodźcami i – nieoficjalnie transfer polskich kapitałów zagrożonych konfiskatą w RFSRR. Misja Lednickiego została zlikwidowana  przez władze sowieckie po ich wycofaniu się z uznania traktatu brzeskiego, biura zamknięte, dokumentacja skonfiskowana i przejęta przez Komisariat do Spraw Polskich, a pracownicy (z wyjątkiem Lednickiego, który w październiku 1918 przybył do Warszawy wezwany na konsultacje przez Radę Regencyjną) – aresztowani przez Czeka. Józef Piłsudski wysoko ocenił jego działalność w Rosji, pisząc m.in. Działalność Pańska czasu wojny znajdzie sprawiedliwą i słuszną ocenę w przyszłości (list z 18 kwietnia 1919 r.).
W niepodległej Polsce nie udało mu się wrócić do polityki, głównie ze względu na postrzeganie go za zbyt „rosyjskiego”. W latach 1919–1923 wydawał w Warszawie tygodnik „Tydzień Polski” propagujący paneuropeizm i popierający uznanie niepodległości Litwy, Łotwy, Estonii, Finlandii i Gruzji. W 1929 był członkiem Trybunału Stanu oraz Komisji Polskiej Międzynarodowej Współpracy Prawniczej. Zaangażował się jednocześnie w działalność gospodarczą. W szczególności został prezesem szwedzkiego Banku Amerykańskiego w Polsce (należącego do spadkobierców Ivara Kreugera) oraz Towarzystwa Przyjaciół Elektryfikacji Polski im. Gabriela Narutowicza założonego przez Przemysława Podgórskiego. Instytucje te utworzyły Polsko-Amerykańską Spółkę Akcyjną Elektryfikacji Polski, której rozwój przerwała śmierć Lednickiego.
11 sierpnia 1934 popełnił on bowiem samobójstwo w związku z oskarżeniami wysuwanymi wobec niego o reprezentowanie obcych interesów w polsko-francuskim sporze o inwestycje w Żyrardowie nazywanym „aferą żyrardowską”. W sporze tym występował od maja tego roku jako mediator na prośbę akcjonariuszy zagranicznych i ambasadora francuskiego Julesa Laroche'a, doprowadzając 19 lipca do zawarcia umowy między stronami w posiadłości Artura Dobieckiego w Biskupicach. Jego zwłoki zostały znalezione w bieliźnie na posadzce dziedzińca jego domu przy ul. Pięknej, a przyczyną zgonu miał być upadek z okna. Według relacji syna Lednicki został odsunięty od negocjacji w sprawie pożyczki Banku Amerykańskiego dla rządu polskiego przez Ignacego Matuszewskiego i obawiał się o swoje życie, a arcybiskup Edward Ropp otwarcie głosił wersję o zabójstwie Lednickiego przez Oddział II Sztabu Generalnego Wojska Polskiego; wkrótce po śmierci ojca Wacław Lednicki wyzwał Matuszewskiego na pojedynek, w którym 23 sierpnia zadał mu powierzchowną ranę (sekundantem Lednickiego był gen. Tadeusz Piskor).
Spoczywa w rodzinnym grobowcu na cmentarzu Powązkowskim w Warszawie (kw. 191–I–27/28).
Miał dwoje dzieci: Wacława Lednickiego (krytyka literackiego) i Marylę Lednicką-Szczytt (rzeźbiarkę), żonę Władysława Niemirowicza-Szczytta (inżyniera).

## Archiwum Lednickiego
Archiwum osobiste Aleksandra Lednickiego przekazał w 1968 do Polish Institute of Arts and Sciences of America (PIASA) w Nowym Jorku jego wnuk Jan Lednicki.
Informacja o zasobach archiwalnych: PIASA Archives Lednicki Aleksander Papers, (1881–) 1900–1932 (–1962)
Materiały archiwalne Aleksandra Lednickiego znajdują się także w PAN Archiwum w Warszawie pod sygnaturą III-123.

## Ordery i odznaczenia
- Krzyż Komandorski z Gwiazdą Orderu Odrodzenia Polski (9 listopada 1926)[20]
- Order Świętego Olafa I klasy (Norwegia)
- Order Krzyża Orła II klasy (Estonia, 1931)[21]
- Order Białej Róży Finlandii (Finlandia)[22]